# Panienka z okienka (tradycja)

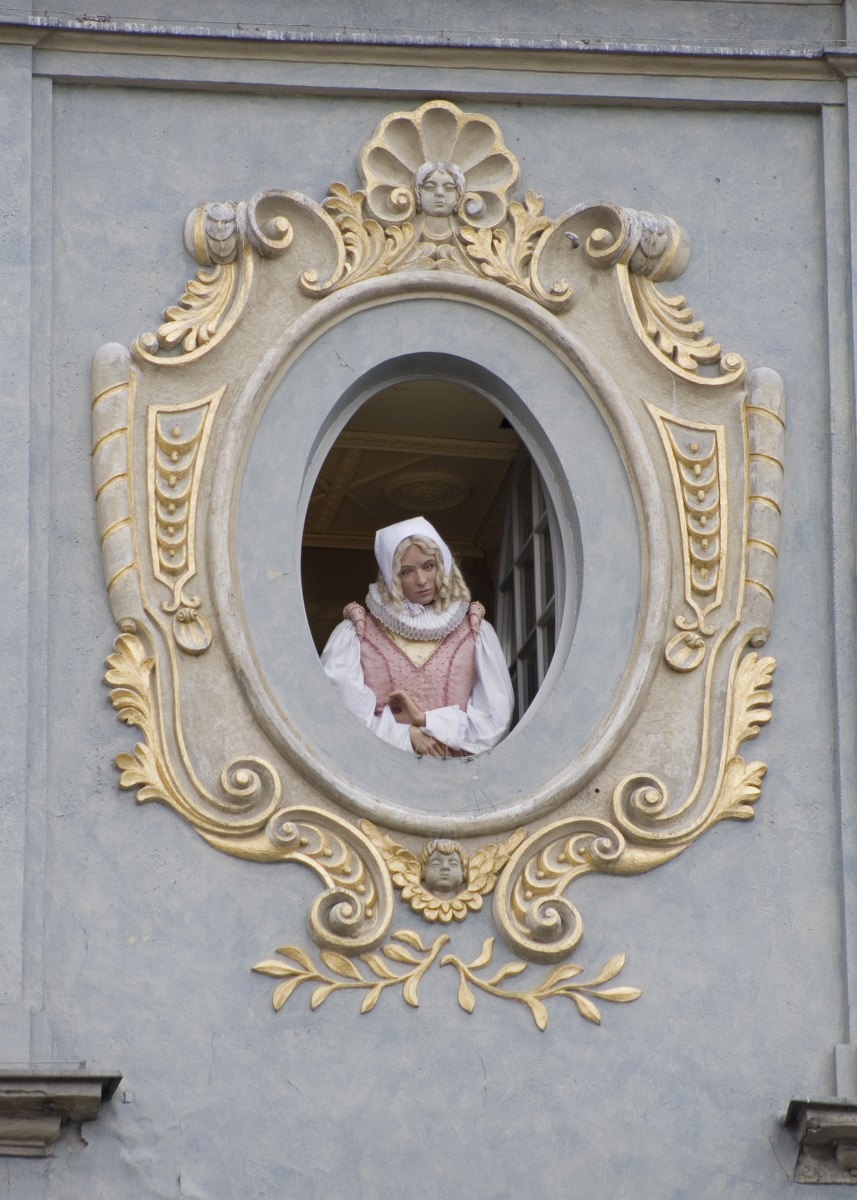
Panienka z okienka w Gdańsku

Panienka z okienka – fikcyjna postać gdańskiej mieszczanki, odwołująca się do popularnej powieści historycznej Jadwigi Łuszczewskiej (Deotymy). W ostatnich latach postać "Panienki z okienka" jest wykorzystywana w charakterze oficjalnej promocji miasta Gdańska. W castingu na "Panienkę z okienka" (organizowanym przez Muzeum Historyczne Miasta Gdańska) mogą brać udział wszystkie gdańszczanki od 18 do 23 roku życia. Zwyciężczyni castingu reprezentuje w stylowym ubiorze z XVII wieku miasto Gdańsk na najważniejszych uroczystościach miejskich. W letnim sezonie turystycznym w Gdańsku można ją spotkać na ulicy Długiej, przy Długim Targu i przede wszystkim w Sieni Gdańskiej Nowego Domu Ławy, siedzibie gdańskich patrycjuszy.
Postać młodej gdańszczanki funkcjonowała w l. 2001-2018 również jako część mechanizmu, zamontowanego w szczytowym oknie przylegającego do Dworu Artusa Nowego Domu Ławy, uruchamianego codziennie o 13.00, a od maja do września także o 15.00 i 17.00. Autorem projektu figury jest Ewa Topolan, a konstruktorem mechanizmu Tadeusz Nowosielski. Z powodu awarii mechanizmu figura nie jest obecnie prezentowana.